# Eudactylopus krusadensis
Eudactylopus krusadensis is een eenoogkreeftjessoort uit de familie van de Thalestridae. De wetenschappelijke naam van de soort is voor het eerst geldig gepubliceerd in 1952 door Krishnaswamy.